# Косная лодка

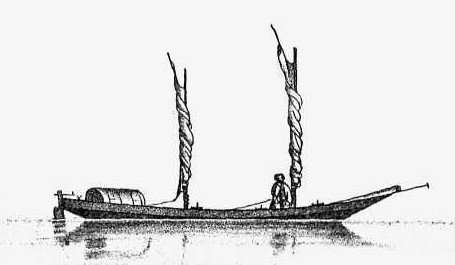
Изображение коснушки из книги чертежей и рисунков, составленных П. А. Богославским к книге о купеческом судостроении в России

Косная лодка или коснушка — русская парусно-гребная двухмачтовая лодка, которая отличалась лёгкостью хода и предназначалась для транспортировки грузов по закрытым водоёмам. Обладала шпринтованным парусным вооружением, для его размещения несла на себе две мачты, на корме имела помещения для кормщика, в средней части — навес для пассажиров и банки для 4—12 гребцов. Вдоль бортов для хранения багажа и провизии устанавливались рундуки.
По народным поверьям первые косные лодки были сконструированы донским казаком Степаном Разиным для совершения внезапных набегов вдоль прибрежных территорий Дона и Волги.